# Lin Lanying
Lin Lanying (chinesisch 林兰英; * 18. Januar 1918 in Putian, Fujian, China; † 4. März 2003 in Peking, China) war eine chinesische Physikerin. Sie produzierte Chinas erste Germanium- und Silizium-Einkristalle und leistete Pionierarbeit bei neuen Techniken in der Halbleiterentwicklung.

## Leben und Werk
Lin war das erste Kind von Jianhua Li und Shuixian Zhou. 1936 schloss sie die Mittelschule für Mädchen in Putian ab und wurde an der Union University in Kuiqi, Fuzhou, aufgenommen, wo sie Mathematik und Physik studierte. Trotz der Einwände ihrer Familie schloss sie schließlich ihr Studium der Physik an der Fukien Christian University ab. Im Februar 1940 wurde sie mit hervorragenden Abschlussprüfungen zur Lehrassistentin am Fachbereich Physik der Concordia University ernannt. Abgesehen von amerikanischen Englischlehrerinnen war sie die einzige weibliche Lehrassistentin im Lehrpersonal. Sie versuchte an dem Austauschprogramm der Concordia University teilzunehmen, um an der New Yorker Universität studieren zu können, wurde jedoch abgelehnt, weil sie keine Christin war.
1948 wurde sie am Dickinson College in den Vereinigten Staaten aufgenommen, wo sie Mathematik studierte und einen Bachelor-Abschluss in Mathematik erhielt. 1949 studierte sie an der University of Pennsylvania Festkörperphysik. Sie erhielt dort ihren Master-Abschluss und im Juni 1955 promovierte sie in Festkörperphysik. Danach wurde sie leitende Ingenieurin bei der Sylvania Company, die hauptsächlich Halbleiter herstellte. Dem Unternehmen war es zuvor nicht gelungen, monokristallines Silizium herzustellen, doch Lin entdeckte die Produktionsprobleme und half dem Unternehmen, die Technologie erfolgreich zu entwickeln. Nach 8 Jahren kehrte sie nach China zurück. Bevor sie ging, versuchte das FBI, sie zum Bleiben zu überreden, indem es erklärte, dass ihr Einkommen für dieses Jahr einbehalten würde, wenn sie ginge.
Als Lin 1957 nach China zurückkehrte, gründeten Xie Xide, Huang Kun, Gao Dingsan die erste Halbleiter-Fachausbildungsklasse des Landes. Lin arbeitete als Forscherin am Institut für Angewandte Physik der Chinesischen Akademie der Wissenschaften und später als Direktorin des Institutes. Sie begann mit der chemischen Reinigung von Siliziummaterialien und züchtete 1958 den ersten Silizium-Einkristall und verhalf China zu einer führenden Position in der Mikroelektronik.
Vier Jahre später entwarf sie den Einkristallofen, der zur Gewinnung von Silizium dient. Im selben Jahr stellte sie auch das erste monokristalline Galliumarsenid in China her. Ihre Forschung und Arbeit wurden während der Kulturrevolution von 1966 bis 1976 eingestellt, während die Behörden sie überwachten.
Nach der Revolution führte sie ihre Arbeit und Experimente mit Galliumarsenid fort, eine Arbeit, die angesichts des Schmelzpunkts von Galliumarsenid bei 1.238 Grad Celsius sehr gefährlich war. Ihre Experimente waren erfolgreich und aus diesem Grund wurde 2001 ein Galliumarsenid-Unternehmen nach ihr benannt. Sie leitete auch die Produktion hochreiner Dampf- und Flüssigphasenmaterialien.
Sie wurde 1980 zur Akademikerin der Chinesischen Akademie der Wissenschaften (CAS) gewählt und wurde 1988 Ehrendirektorin des Chinesischen Instituts für Elektronik. Sie war auch Vizepräsidentin der China Association for Science and Technology.
Lin starb 2003 im Alter von 85 Jahren in Peking.
Unter vielen Auszeichnungen und Anerkennungen wurde sie zweimal mit dem National S&T Progress Award ausgezeichnet. Sie erhielt viermal den ersten Preis beim CAS S&T Progress Award und erhielt den Henry Fok Achievement Award.